# Пишкув
Пишкув (пол. Pyszków) — село в Польщі, у гміні Бжезньо Серадзького повіту Лодзинського воєводства.
Населення — 311 осіб (2011).
У 1975-1998 роках село належало до Серадзького воєводства.

## Демографія
Демографічна структура станом на 31 березня 2011 року:
|          | Загалом | Допрацездатний вік | Працездатний вік | Постпрацездатний вік |
| -------- | ------- | ------------------ | ---------------- | -------------------- |
| Чоловіки | 159     | 40                 | 99               | 20                   |
| Жінки    | 152     | 27                 | 88               | 37                   |
| Разом    | 311     | 67                 | 187              | 57                   |